# Mateusz (Moriak)
Mateusz, imię świeckie David Lawrence Moriak (ur. 4 kwietnia 1949 w Cleveland, zm. 4 maja 2024) – amerykański biskup prawosławny.

## Życiorys
Jego przodkowie emigrowali do Cleveland w 1913 z Galicji. Jego ojciec Lawrence Moriak był wychowany w rodzinie prawosławnej, matka, Gladys Mae, konwertowała przed zawarciem związku małżeńskiego. Rodzina należała do parafii przy soborze św. Teodozjusza w Cleveland, gdzie też został ochrzczony przyszły hierarcha. W wieku dwunastu lat  David Moriak przeniósł się razem z rodziną do Parmy i tam ukończył szkołę średnią. Rozważając wybór przyszłego zawodu, pod wpływem zwierzchnika Amerykańskiej Karpato-Rusińskiej Diecezji biskupa Jana, zdecydował się na wstąpienie do seminarium duchownego Chrystusa Zbawiciela w Johnstown, które ukończył w czerwcu 1972. W tym samym roku ożenił się, zaś 18 czerwca 1972 przyjął święcenia kapłańskie.
Jako biały duchowny David Moriak pracował w misji św. Pawła we Freehold (1972–1978), parafii Narodzenia Matki Bożej w Jenners (1972–1975), parafii św. Mikołaja w Gary (1978–1982), parafii św. Michała Archanioła w Saint Clair (1982–2004) oraz w parafii przy soborze Chrystusa Zbawiciela w Johnstown, gdzie był dodatkowo prefektem seminarium, które sam ukończył (2004–2006). Następnie prowadził parafię św. Grzegorza z Nyssy w Seaford.
Z żoną Jeanette miał dwójkę dzieci: córkę Rachel i syna Matthew, który również został kapłanem. W 1996 u Jeanette Moriak zdiagnozowano białaczkę, która stała się przyczyną jej śmierci w roku następnym. Na czas jej choroby duchowny przerwał podjęte wcześniej wyższe studia teologiczne w seminarium św. Tichona w South Canaan, które podjął na nowo po śmierci małżonki. Po uzyskaniu dyplomu zaczął regularnie odwiedzać monastery. W 2003 wyjechał do klasztoru Iwiron na górze Athos i tam 14 października 2003 złożył śluby mnisze w riasofor, przyjmując imię Mateusz. Po powrocie, z błogosławieństwa zwierzchnika Amerykańskiej Karpato-Rusińskiej Diecezji metropolity Mikołaja, został opiekunem duchowym mniszek z monasteru Trójcy Świętej w Gwatemali oraz prowadzonego przez niego domu sierot. Od 2004 do 2006 wykładał ponadto liturgikę w seminarium, którego jest absolwentem.
1 września 2010 za zgodą dotychczasowej jurysdykcji przeszedł do Kościoła Prawosławnego w Ameryce. 16 listopada tego samego roku otrzymał nominację na biskupa Chicago i Środkowego Zachodu (na podstawie wyboru dokonanego przez zjazd duchowieństwa i wiernych diecezji), zaś dwa dni później otrzymał godność archimandryty. 30 kwietnia 2011 miała miejsce jego chirotonia biskupia.
W sierpniu został 2012 tymczasowo odsunięty od zarządzania eparchią w związku z podejrzeniami o niedozwolone kontakty z kobietą. W kwietniu 2013, po konsultacji z Synodem Kościoła, odszedł z urzędu, w październiku 2016 został suspendowany. W maju 2017 decyzję tę zmieniono, były biskup otrzymał prawo służenia w kaplicy św. Sergiusza z Radoneża w Oyster Bay.